# 1. divisjon 2021
La 1. divisjon 2021, anche nota come OBOS-ligaen per ragioni di sponsorizzazione, ha visto la vittoria finale dell'HamKam, con conseguente promozione in Eliteserien. Al secondo posto si è classificato l'Aalesund, centrando così la promozione diretta. La terza classificata, il Jerv, si è guadagnata invece la promozione attraverso le qualificazioni all'Eliteserien.
Dal 3º al 6º posto sono arrivate invece Jerv, Fredrikstad, KFUM Oslo e Sogndal, che si sarebbero quindi affrontate nelle qualificazioni all'Eliteserien, contendendo il posto nella massima divisione alla 14ª classificata dell'Eliteserien 2020. Ad avere la meglio è stato il Jerv, che ha poi superato il Brann, ottendendo così la promozione nella massima divisione locale.
Ullensaker/Kisa e Strømmen hanno chiuso invece la stagione rispettivamente al 15º ed al 16º posto in graduatoria, retrocedendo pertanto in 2. divisjon. Lo Stjørdals-Blink, 14º arrivato, ha difeso il proprio posto in 1. divisjon dall'assalto dell'Hødd, vincitore degli spareggi in 2. divisjon 2020, raggiungendo così la salvezza.
Il capocannoniere del campionato è stato Oscar Aga del Grorud, con 24 reti realizzate.

## Classifica finale
|  | Pos. | Squadra         | Pt | G  | V  | N  | P  | GF | GS | DR  |
|  | ---- | --------------- | -- | -- | -- | -- | -- | -- | -- | --- |
|  | 1.   | HamKam          | 69 | 30 | 21 | 6  | 3  | 62 | 21 | +41 |
|  | 2.   | Aalesund        | 58 | 30 | 16 | 10 | 4  | 68 | 43 | +25 |
|  | 3.   | Jerv            | 54 | 30 | 15 | 9  | 6  | 49 | 46 | +3  |
|  | 4.   | Fredrikstad     | 52 | 30 | 15 | 7  | 8  | 60 | 42 | +18 |
|  | 5.   | KFUM Oslo       | 44 | 30 | 12 | 8  | 10 | 46 | 45 | +1  |
|  | 6.   | Sogndal         | 42 | 30 | 11 | 9  | 10 | 40 | 35 | +5  |
|  | 7.   | Åsane           | 40 | 30 | 11 | 7  | 12 | 44 | 53 | -9  |
|  | 8.   | Sandnes Ulf     | 39 | 30 | 10 | 9  | 11 | 43 | 49 | -6  |
|  | 9.   | Start           | 38 | 30 | 10 | 8  | 12 | 59 | 59 | 0   |
|  | 10.  | Bryne           | 37 | 30 | 11 | 4  | 15 | 44 | 48 | -4  |
|  | 11.  | Raufoss         | 34 | 30 | 10 | 5  | 15 | 51 | 54 | -3  |
|  | 12.  | Ranheim         | 34 | 30 | 9  | 7  | 14 | 56 | 62 | -6  |
|  | 13.  | Grorud          | 34 | 30 | 10 | 4  | 16 | 45 | 59 | -14 |
|  | 14.  | Stjørdals-Blink | 31 | 30 | 8  | 7  | 15 | 32 | 50 | -18 |
|  | 15.  | Ullensaker/Kisa | 29 | 30 | 7  | 8  | 15 | 34 | 50 | -16 |
|  | 16.  | Strømmen        | 24 | 30 | 4  | 12 | 14 | 32 | 49 | -17 |

## Qualificazioni all'Eliteserien
|             | Risultati                  |           | Stadio                         | data             |  |
| ----------- | -------------------------- | --------- | ------------------------------ | ---------------- |  |
| KFUM Oslo   | 1 - 0                      | Sogndal   | Intility Arena                 | 1º dicembre 2021 |  |
| Fredrikstad | 3 - 3 (d.t.s., 4-6 d.c.r.) | KFUM Oslo | Fredrikstad Stadion            | 6 dicembre 2021  |  |
| Jerv        | 1 - 1 (d.t.s., 5-3 d.c.r.) | KFUM Oslo | J.J. Ugland Stadion - Levermyr | 12 dicembre 2021 |  |
| Brann       | 4 - 4 (d.t.s., 7-8 d.c.r.) | Jerv      | Intility Arena                 | 15 dicembre 2021 |  |

## Qualificazioni alla 1. divisjon

### Primo turno
|         | Risultati |         | Stadio           | data             |  |
| ------- | --------- | ------- | ---------------- | ---------------- |  |
| Hødd    | 2 - 1     | Arendal | Høddvoll Stadion | 20 novembre 2021 |  |
| Arendal | 2 - 2     | Hødd    | Norac Stadion    | 27 novembre 2021 |  |

### Secondo turno
|                 | Risultati |                 | Stadio                 | data             |  |
| --------------- | --------- | --------------- | ---------------------- | ---------------- |  |
| Hødd            | 3 - 2     | Stjørdals-Blink | Høddvoll Stadion       | 1º dicembre 2021 |  |
| Stjørdals-Blink | 3 - 0     | Hødd            | MUS Stadion Sandskogan | 4 dicembre 2021  |  |

## Statistiche

### Classifica marcatori
| Gol |  |  | Giocatore            | Squadra    |
| --- |  |  | -------------------- | ---------- |
| 24  |  |  | Oscar Aga            | Grorud     |
| 21  |  |  | Sigurd Haugen        | Aalesund   |
| 17  |  |  | Elias Hoff Melkersen | Bodø/Glimt |
| 16  |  |  | Eman Markovic        | Start      |
| 14  |  |  | Jonas Enkerud        | HamKam     |